# Mesquita Eski Imaret
La Mesquita Eski Imaret (en turc: Eski Imaret Camii) és una església ortodoxa oriental antiga transformada en mesquita pels otomans. L'església ha estat identificada tradicionalment amb la del Monestir de Crist Pantepoptes (en grec: Μονή του Χριστού Παντεπόπτη), que vol dir 'Crist que tot ho veu'. És l'única església del segle xi  documentada que sobreviu intacta, i és un exemple clau de l'arquitectura romana d'Orient mitjana. Malgrat això, continua sent un dels edificis menys estudiats d'Istanbul.
Es troba al districte de Fatih, al barri de Zeyrek, una de les zones més pobres de la ciutat emmurallada. És a menys d'un quilòmetre al nord-oest de la Mesquita de Zeyrek.

## Història
Un temps abans del 1087, Anna Dalassena, mare de l'emperador romà d'Orient Aleix I Comnè, va construir al cim del quart turó de Constantinoble un convent de monges, dedicat a Christos Pantepoptes, i s'hi va retirar al final de la seua vida, seguint el costum imperial. El convent tenia una església principal, també dedicada als Pantepoptes.
El 12 d'abril del 1204, durant el setge de Constantinoble, l'emperador Aleix V Ducas va establir la caserna general a prop del monestir. Des d'aquesta talaia podia veure com la flota veneciana al comandament del dux Enric Dandolo es desplegava entre el monestir dels Evèrgetes i l'església de Santa Maria de Blanquerna abans d'atacar la ciutat. Després de l'èxit de l'atac va fugir i abandonà la tenda de porpra en el lloc, i permeté així que Balduí I de Constantinoble en passàs la nit de victòria a dins. El conjunt fou saquejat pels croats, i després va ser assignat als monjos benedictins de Sant Giorgio Maggiore. Durant l'ocupació llatina de Constantinoble (1204-1261) l'edifici esdevingué una església catòlica.
Basant-se en aquesta informació, el patriarca Constanci I de Constantinoble (1830-1834) va identificar Eski Imaret amb l'església de Pantepoptes. Aquesta identificació ha estat àmpliament acceptada de llavors ençà, amb l'excepció de Cyril Mango, que opinava que la ubicació de l'edifici no permetia una visió completa del Corn d'Or, i hi proposà la zona ara ocupada per la Mesquita del Sultà Selim de Yavuz com a lloc alternatiu per al Monestir de Pantepoptes. Austay-Effenberger i Effenberger coincideixen amb Mango i proposen una identificació amb l'església de Sant Constantí, fundada per l'emperadriu Teòfano Martinàcia a la primeria del segle x, i en destaquen les semblances amb el contemporani Monestir dels Llavis (Mesquita Fenari Isa).
Immediatament després de la conquesta otomana de Constantinoble el 1453, l'església esdevingué mesquita, mentre que els edificis del monestir s'utilitzaren com a zàuiya, madrassa i imaret (menjador) per a la propera Mesquita de Fatih, que llavors estava en construcció. El nom turc de la mesquita ('mesquita de l'antic menjador') en fa referència.
El conjunt fou enderrocat diverses vegades pel foc, i les darreres restes del monestir van desaparéixer fa un segle. Fins al 1970, l'edifici servia d'escola d'Alcorà, i aquest ús el va fer quasi inaccessible per a l'estudi arquitectònic. El 1970, la mesquita fou parcialment tancada i restaurada per l'arquitecte turc Fikret Çuhadaroglu. Malgrat això, l'edifici sembla estar en prou mal estat.

## Arquitectura

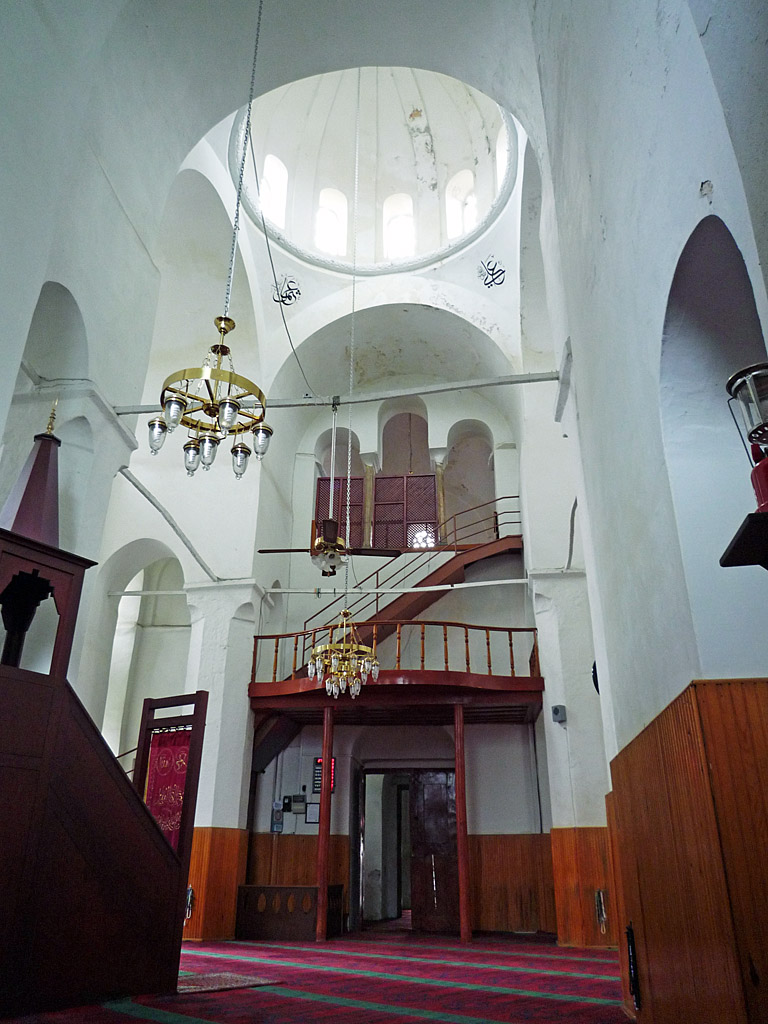
Vista interior

L'edifici és en un pendent que domina el Corn d'Or i recolza en una plataforma que és el sostre d'un aljub. Està delimitat per tots els costats, i això dificulta una visió adequada de l'exterior. Té una maçoneria de rajola i pedra, i empra la tècnica del maó encastat; és l'edifici més antic conservat de Constantinoble en què es pot observar aquesta tècnica, que és típica de l'arquitectura romana d'Orient de l'imperi mitjà. En aquesta tècnica, les fileres alternes de rajoles es munten darrere de la línia del mur i se submergeixen en un llit de morter. Per això, el gruix de les capes de morter és unes tres vegades major que el de les capes de rajoles. Les teules són úniques entre les esglésies i mesquites d'Istanbul, que, d'altra banda, estan cobertes de plom.
La planta pertany al tipus quincunci, amb una cúpula central i quatre voltes, un santuari a l'est i un nàrtex a l'oest. Sembla ser un afegit de l'època de la dinastia dels Paleòlegs, en substitució d'un antic pòrtic, i té tres trams. Els laterals contenen voltes de creueria i la central una cúpula.

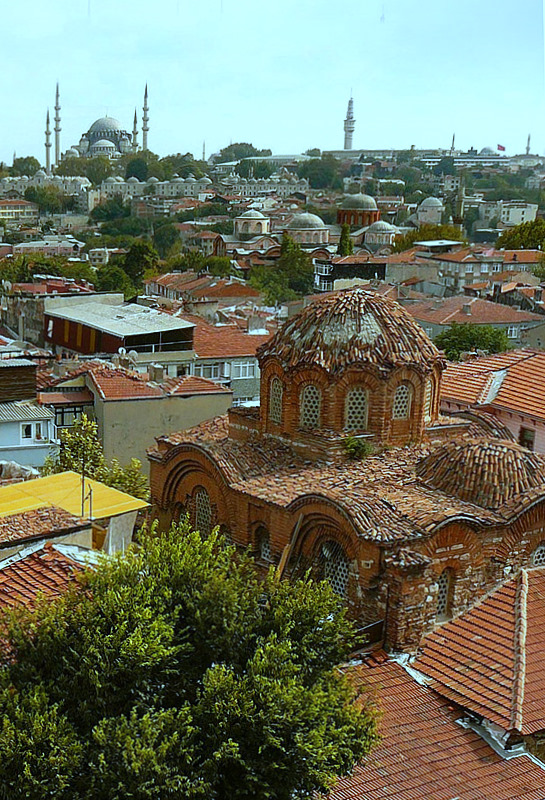
Vista aèria que mostra la ubicació de l'edifici. Al fons la Mesquita de Solimà i la Torre de Beyazıt

Un tret únic d'aquest edifici és la galeria en forma de O que s'estén sobre el nàrtex i els dos trams occidentals del quincunci. La galeria té finestres que s'obrin a la naos i el creuer. És possible que la galeria es construís per a l'ús privat de l'emperadriu mare.
Com en moltes de les esglésies romanes d'Orient preservades d'Istanbul, les quatre columnes que sostenien el creuer foren substituïdes per pilars i es van omplir les columnates dels extrems dels creuers. Les naus laterals desemboquen en capelletes en forma de fulla de trèvol a l'est, connectades amb l'altar i acabades, a l'est, com el santuari, amb un absis. Els otomans van tornar-ne a construir els absis i un minaret, que ja no existeix pas.
La cúpula, a la qual en el període otomà se li donà forma de casc, recuperà la línia de sostre fistonada originària en la restauració del 1970. La teulada de la galeria, en forma de tenda, també s'ha substituït per teules que segueixen les corbes de la volta.
L'exterior presenta alguns motius decoratius, com ara raigs de sol, greques, ones de cistell i cloisonnés: aquest darrer és típic de l'arquitectura grega d'aquest període, però desconegut en altres llocs de Constantinoble. De l'interior originari només resten algunes motllures de marbre, cornises i marcs de portes.
Malgrat la importància arquitectònica, aquest edifici continua sent un dels menys estudiats d'Istanbul.

## Galeria d'imatges

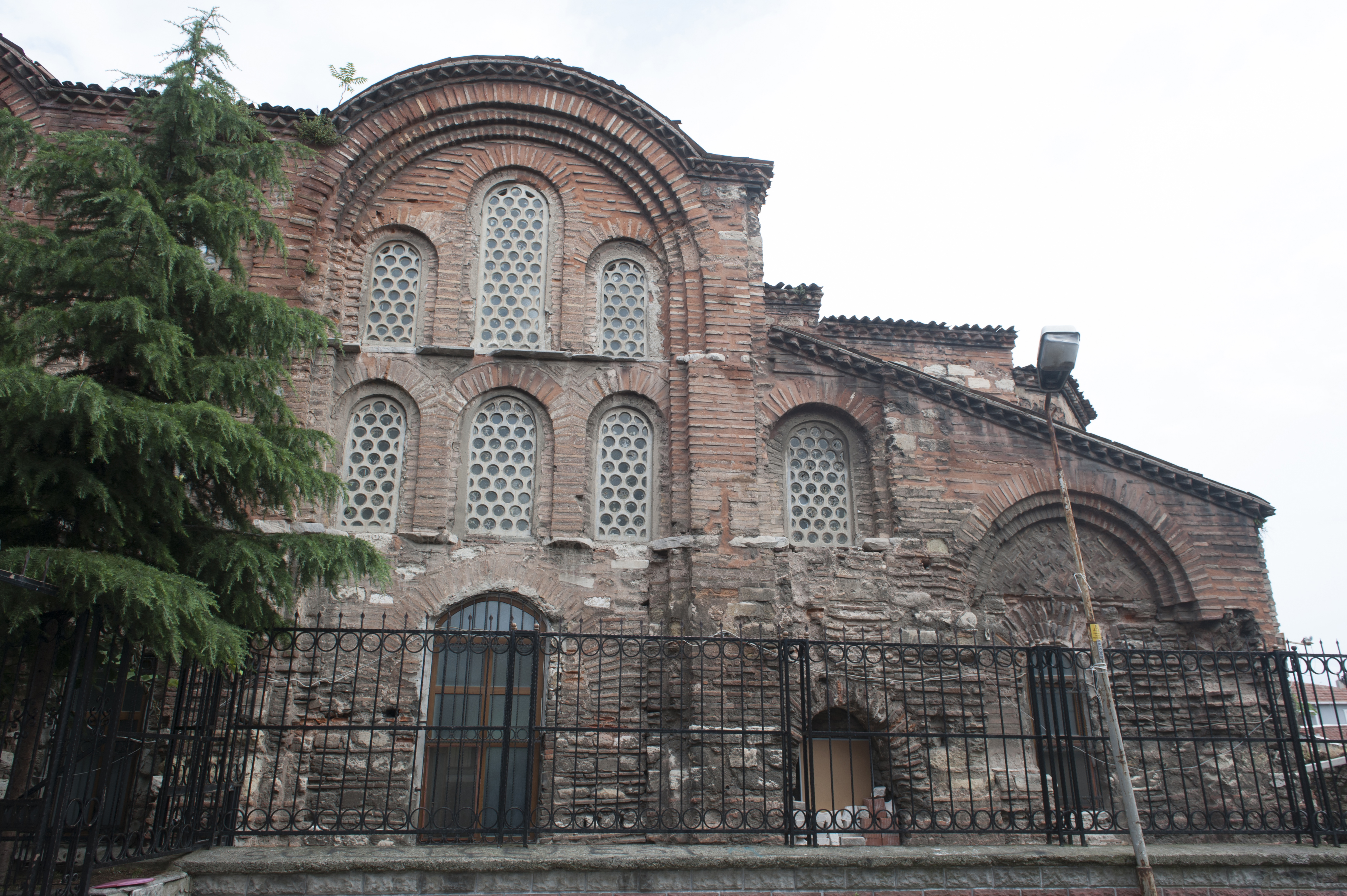
Façana de la Mesquita Eski Imaret
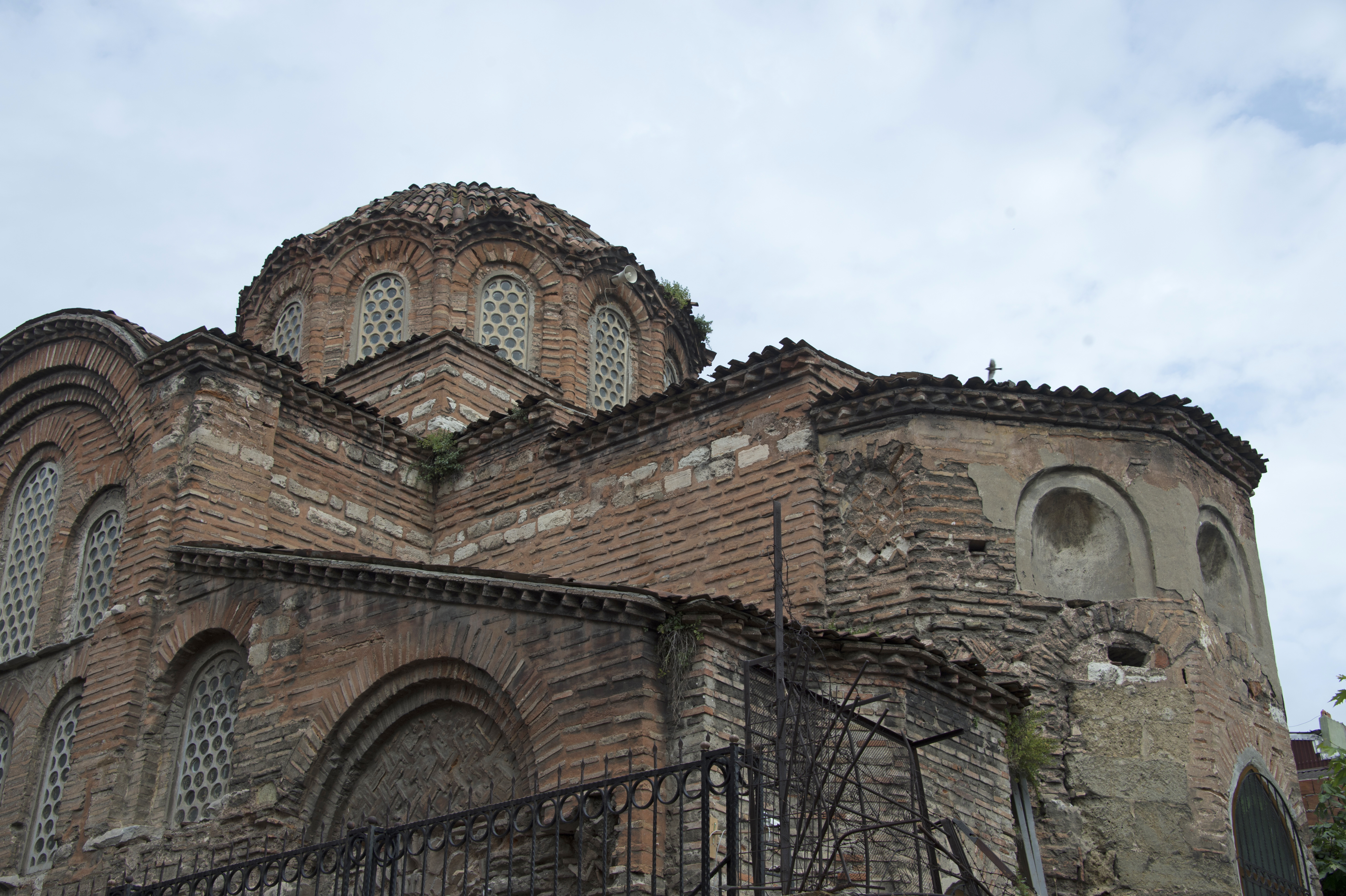
Cúpula i lateral de la mesquita
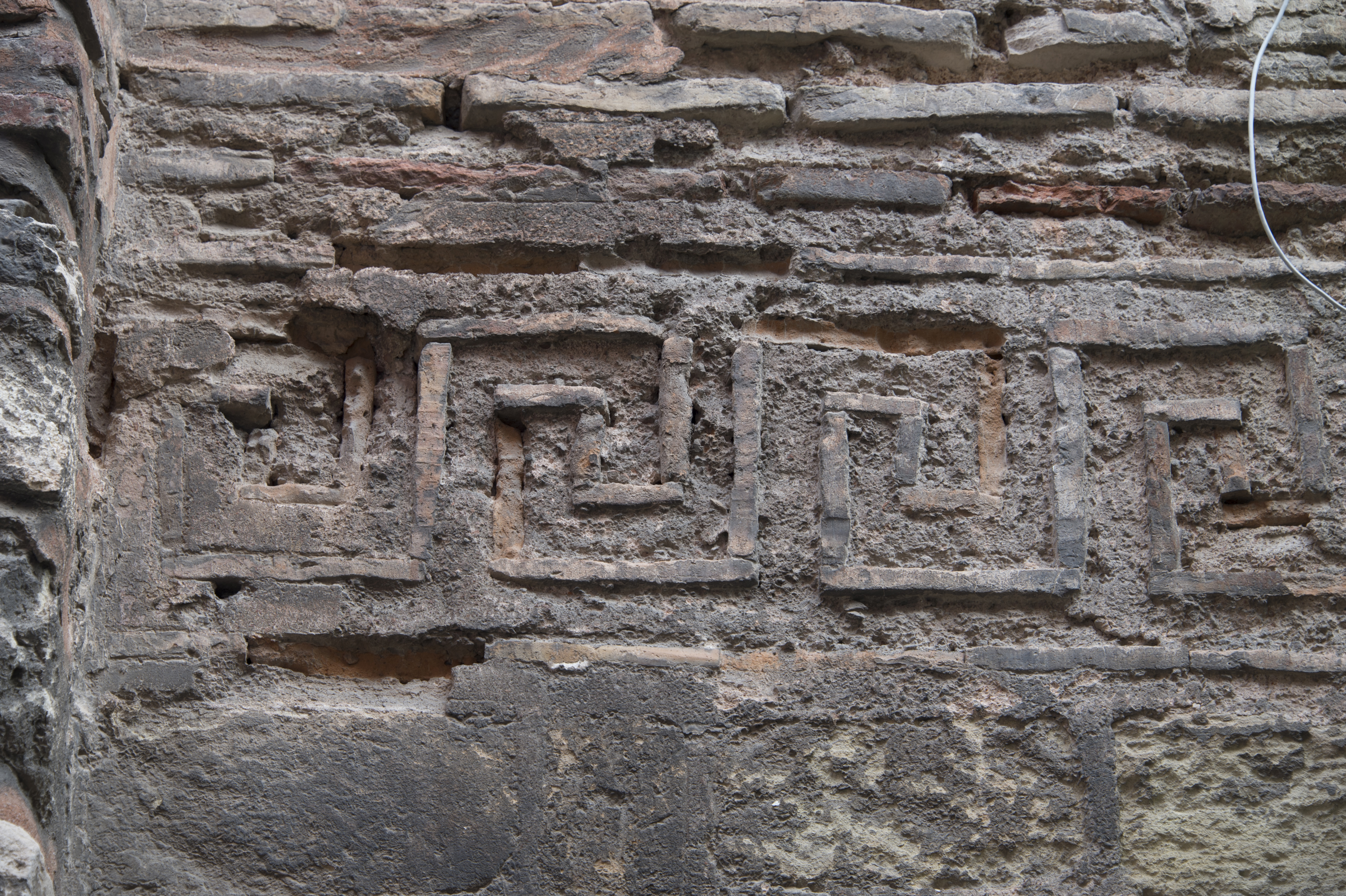
Decoració exterior
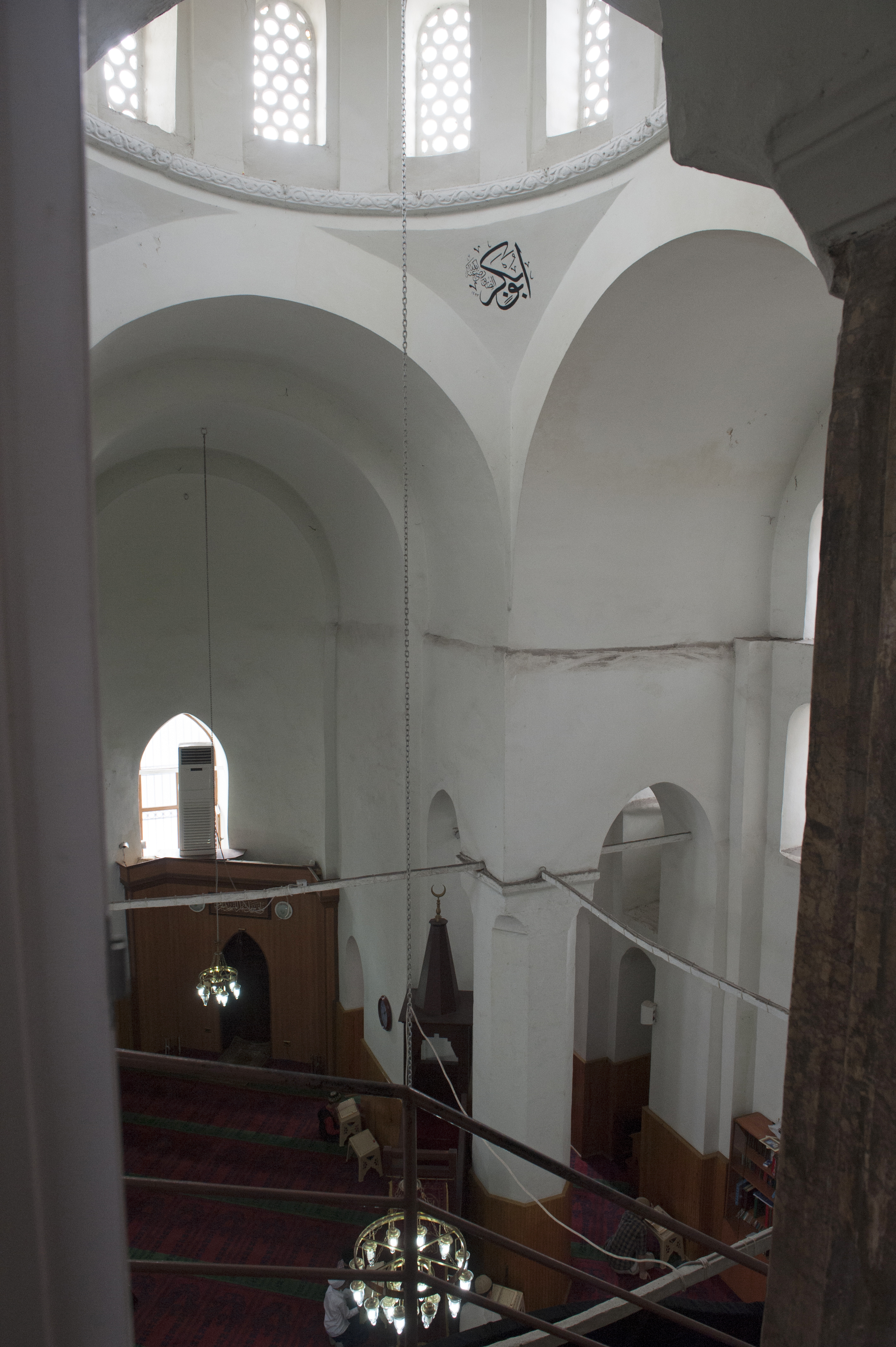
Vista  des del primer pis
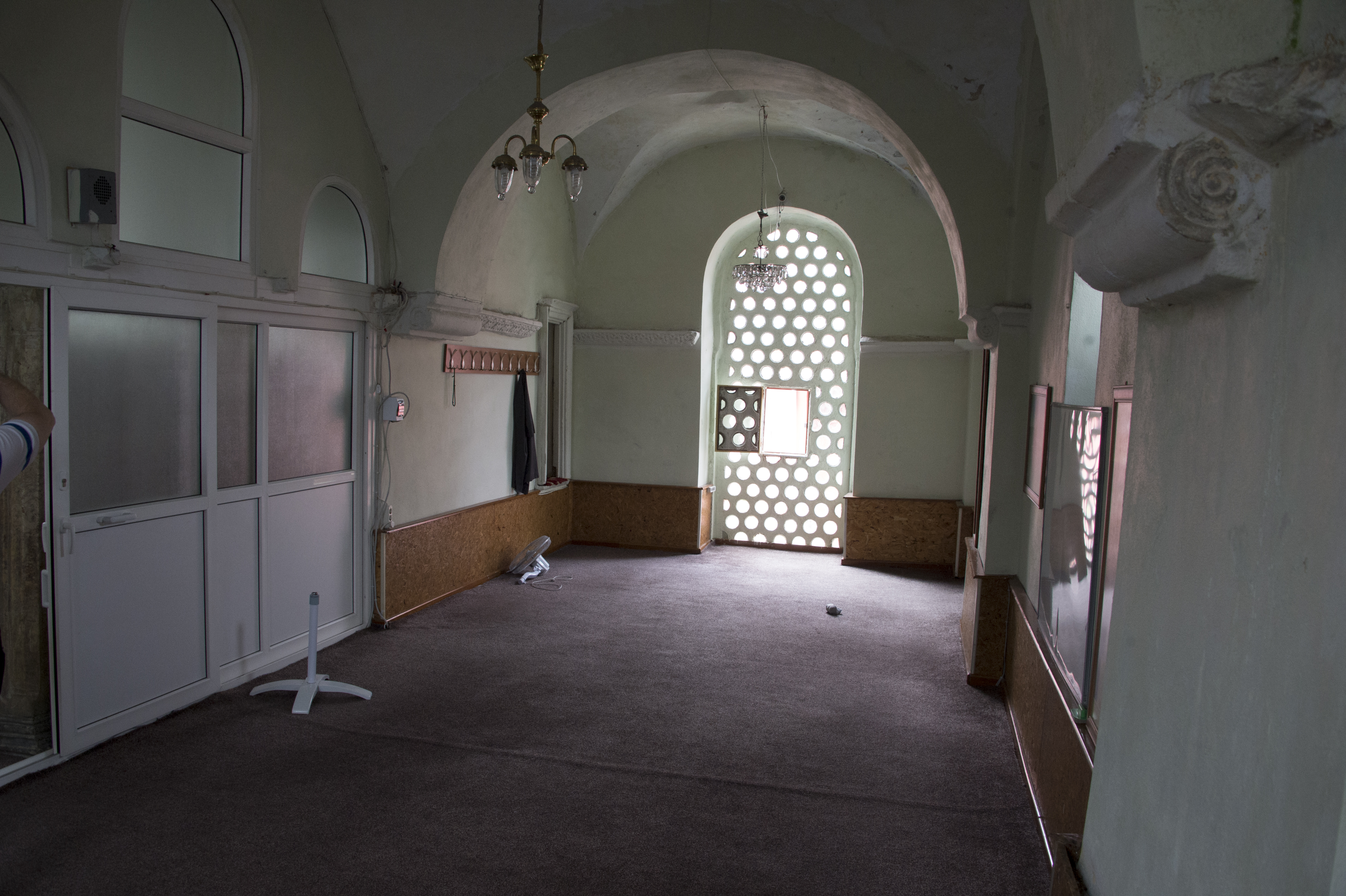
Corredor
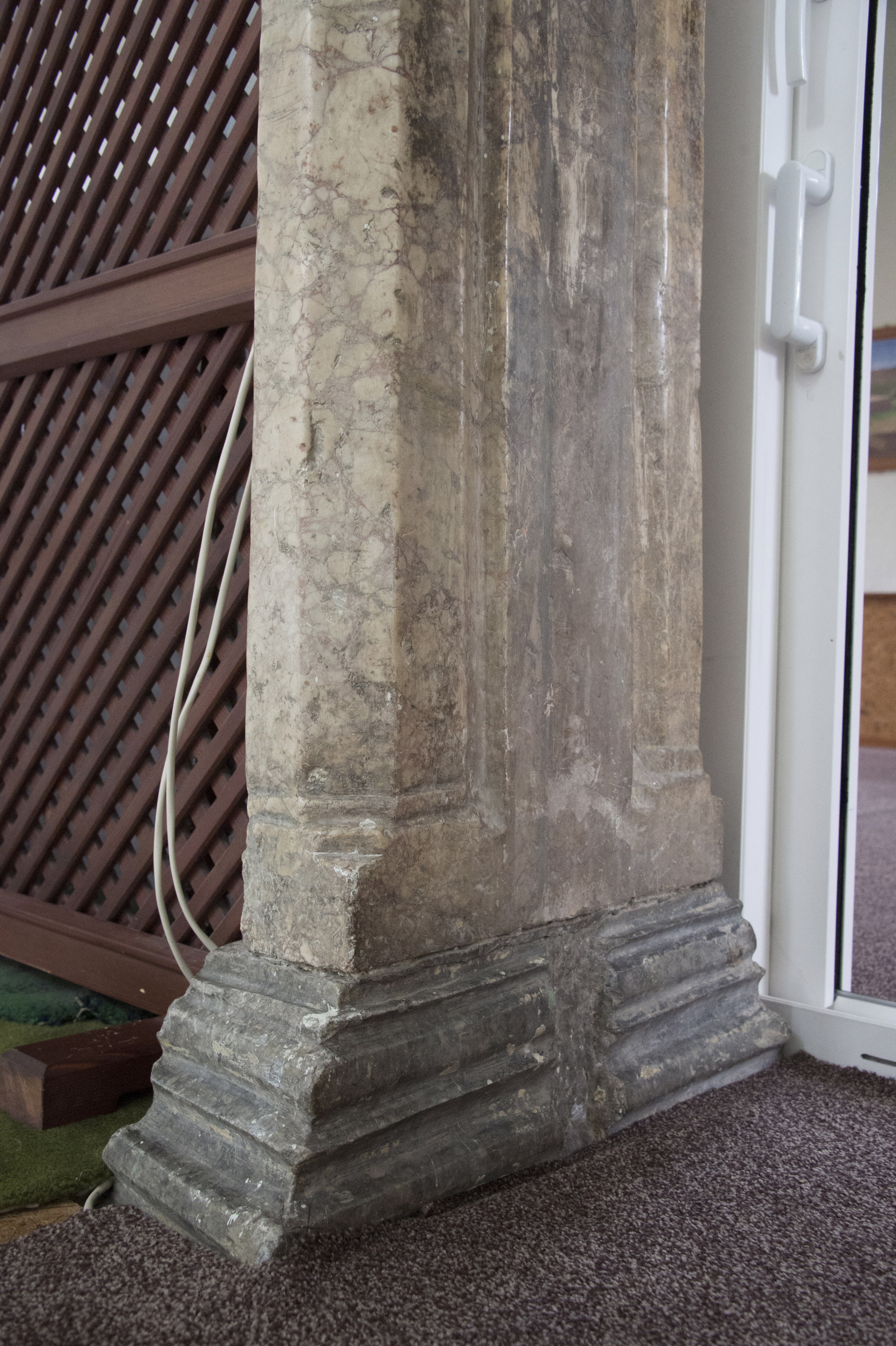
Columna
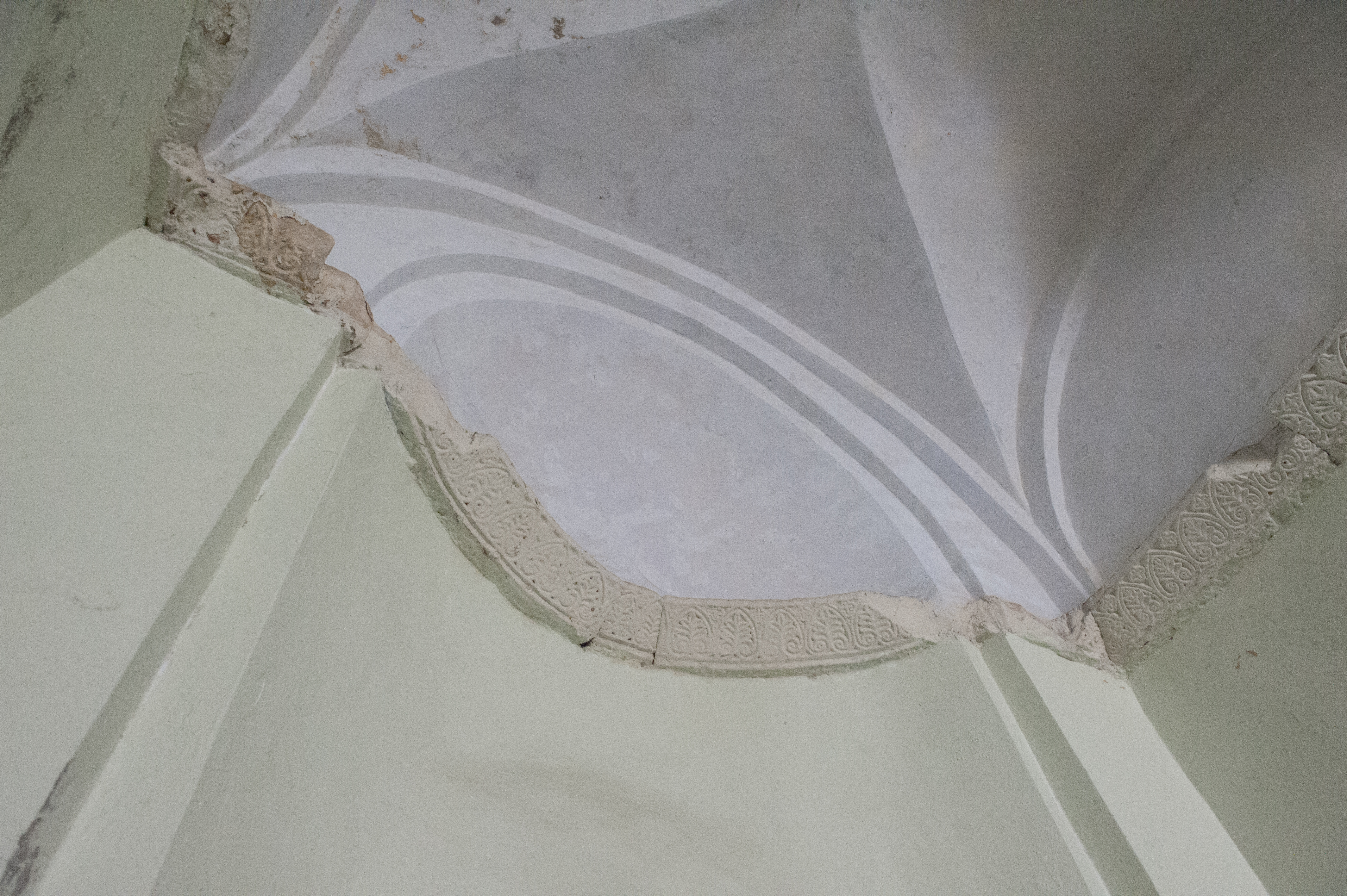
Decoració
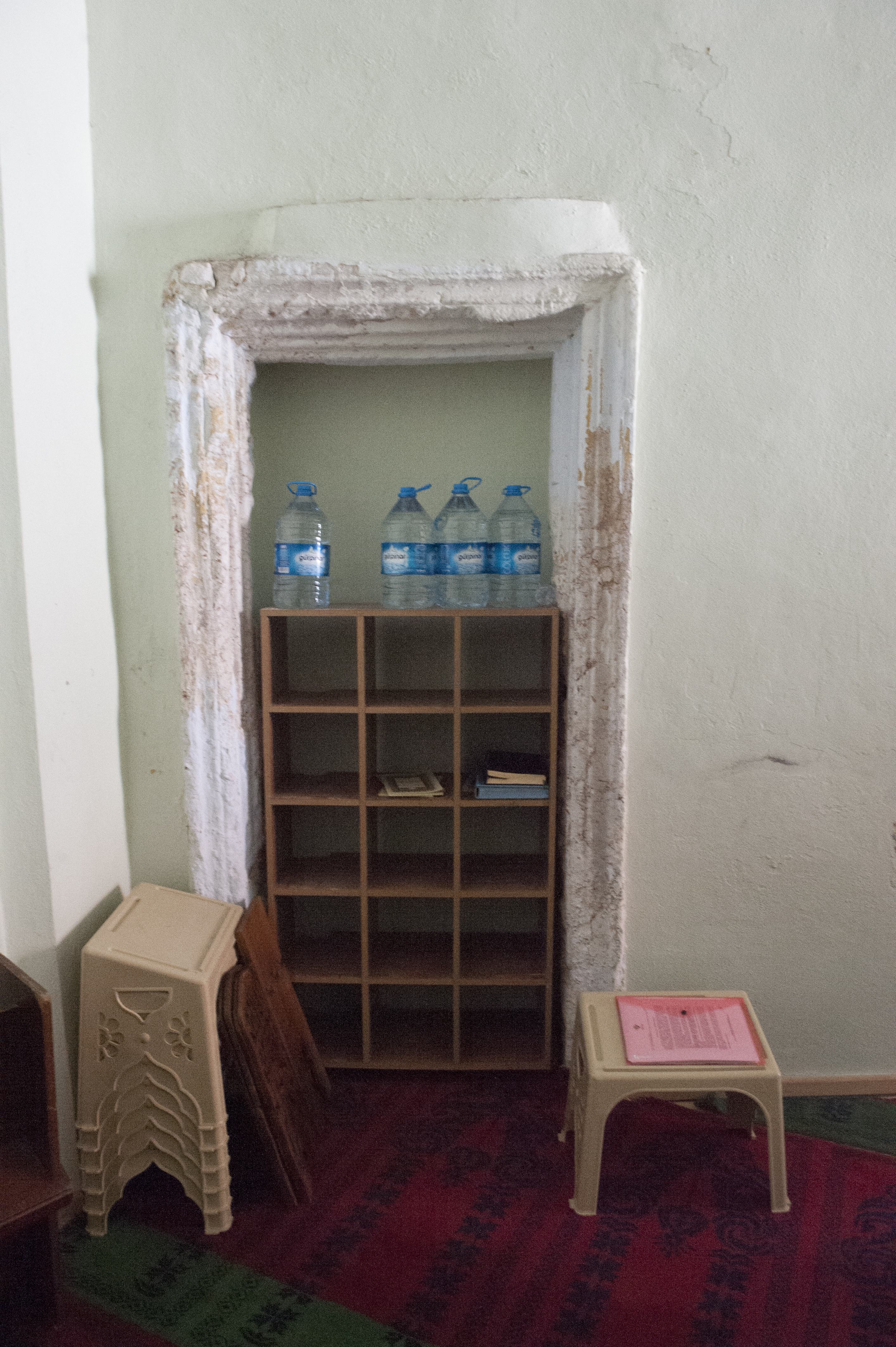
Mesquita Eski Imaret
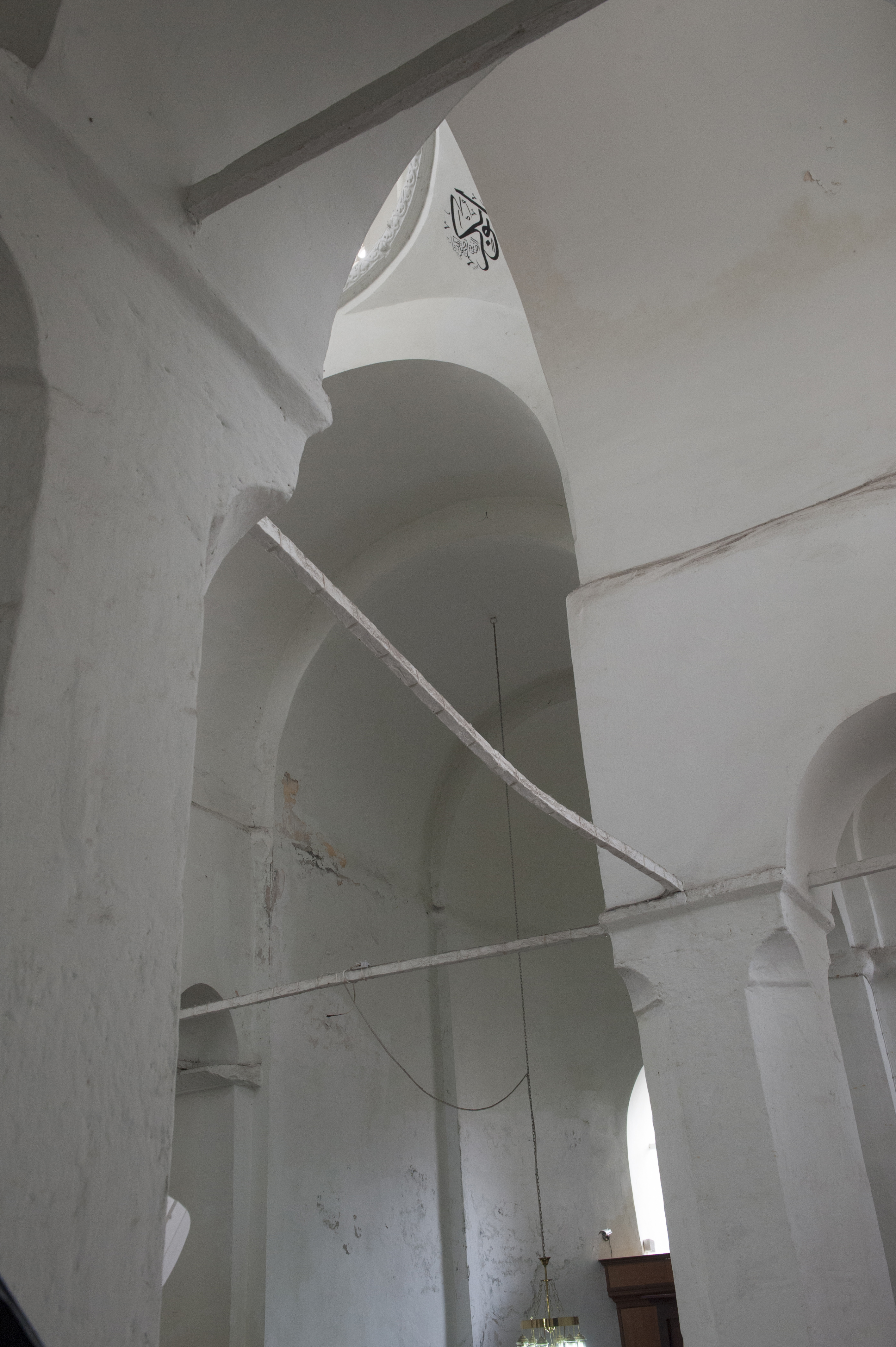
Mesquita Eski Imaret